# 140 BPM 2 (album de Hamza)
Albums de Hamza
Paradise
(2019) Sincèrement
(2023)
140 BPM 2 est le deuxième album studio du rappeur, chanteur et beatmaker belge Hamza sorti le 5 février 2021.

## Liste des pistes
| 1.    | PTSD                                | 3:11 |
| 2.    | Keke                                | 3:00 |
| 3.    | Réel (feat. Zed)                    | 3:42 |
| 4.    | Cheikh                              | 3:26 |
| 5.    | Don't Tell (feat. Headie One)       | 3:18 |
| 6.    | Fake Friends                        | 3:04 |
| 7.    | Torino                              | 2:58 |
| 8.    | Spaghetti (feat. Gazo & Guy2Bezbar) | 4:13 |
| 9.    | Spider                              | 2:57 |
| 10.   | AMG Technology                      | 2:53 |
| 11.   | Hara-Kiri (feat. Kaaris)            | 3:34 |
| 12.   | Jalousie                            | 3:54 |
| 13.   | Gang Activity                       | 2:58 |
| 43:15 |                                     |      |

## Clip vidéo
- Réel (feat. Zed) : 3 février 2021

## Accueil commercial
L'album s'écoule à 7 854 exemplaires une semaine après sa sortie.

## Classements

### Classements hebdomadaires
| Classements (2021-2022)      | Meilleure position | Semaine(s) dans les charts |
| ---------------------------- | ------------------ | -------------------------- |
| France (SNEP)                | 1                  | 9                          |
| Belgique (Wallonie Ultratop) | 1                  | 40                         |
| Belgique (Flandre Ultratop)  | 20                 | 3                          |
| Suisse (Schweizer Hitparade) | 8                  | 2                          |